# Arthur Scherbius
Arthur Scherbius (Németország, Frankfurt am Main, 1878. október 20. – Berlin, 1929. május 13.) német villamosmérnök, az Enigma rejtjelző készülék feltalálója. 

## Életpálya
Édesapja kisvállalkozóként dolgozott. Scherbius elektromosságot tanult a Technical Kollégiumban, majd a müncheni és a hannoveri egyetemen felsőfokú ismereteket szerzett. 1904-ben disszertációs munkájának elismeréseként doktori címet kapott. 
Több villamosipari cégnél dolgozott, majd 1918-ban megalapította a Scherbius & Ritter cégét. Kutatómunkája során sok találmányt szabadalmaztatott: elektromos párnák, kerámiai fűtés alkalmazhatósága. Aktív kutatómunkája hozzájárult ahhoz, hogy a nevét egyre szélesebb körben ismerték. A kutatómunka a cég eredményességét erősen visszavetette, ezért többször átszervezték. Az eredményesség elősegítése érdekében kereskedelmi hasznosításra egy számjegygépet tervezett, amit Enigmának nevezett el. 1918-ban, az első világháború végén fejlesztette ki az Enigma első változatát. A készülékre még ebben az évben szabadalmi jogot jelentett be a DRP 416 219 nyilvántartási számon. Találmányának katonai célra módosított változatát 1926-ban átvette a német haditengerészet, majd az egész német hadseregben alkalmazták, mint titkos üzenetek sifrírozására (titkosítására, kriptográfiai eljárás kódolására, rejtjelezésére) és desifrírozására (visszafejtésére) használt, német gyártmányú, forgótárcsás, elektromechanikus berendezést.
Scherbius 1929-ben egy lovasbalesetben halt meg.